# Kakost krvavý

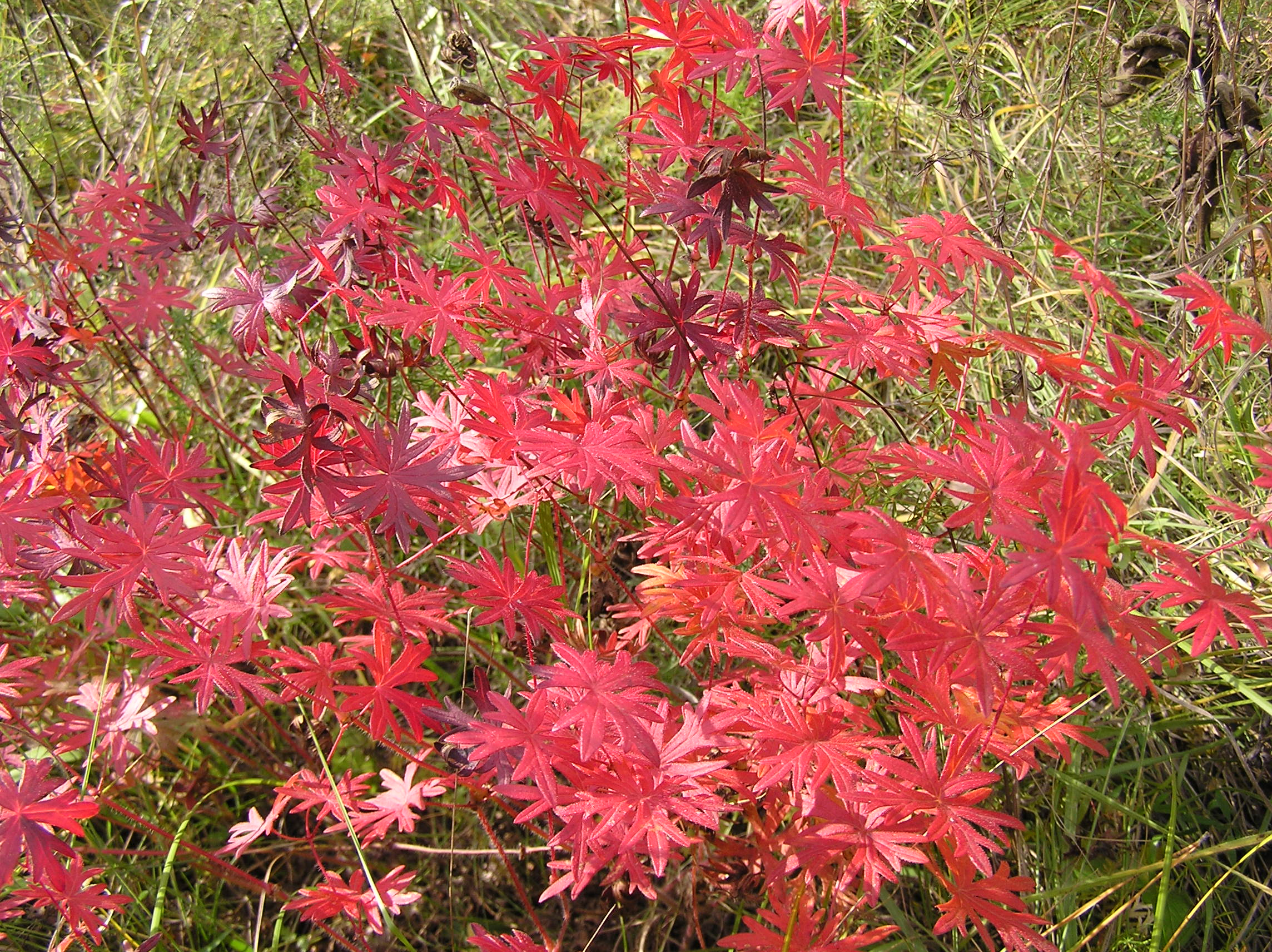
Podzimní šat

Kakost krvavý (Geranium sanguineum) je středně vysoká bylina s dlanitě dělenými listy a s velkými, jednotlivě vyrůstajícími karmínově červenými květy. V české přírodě je to původní druh rodu kakost, který však z české krajiny pomalu mizí. Bývá pro své květy a nenáročnost vysazován jako vytrvalá okrasná rostlina do zahrad a parků.

## Rozšíření
Druh se vyskytuje téměř v celé Evropě, od Středomoří po jih Skandinávie a Irsko, na východě až po oblasti na Urale a v okolí Kavkazu. Byl dovezen a zdomácněl v Severní Americe a na Novém Zélandu.
V České republice roste roztroušeně v teplých oblastech středních Čech a střední a jižní Moravy, jinde jen ostrůvkovitě. Postupně z volné přírody mizí a je proto v „Červeném seznamu cévnatých rostlin České republiky z roku 2012“ hodnocen jako druh, jemuž je nutno věnovat další pozornost (C4a).

## Ekologie
Světlomilná a teplomilná rostlina upřednostňující sušší, dobře odvodněná stanoviště s vápencovým, dolomitovým, andezitovým, melafyrovým či čedičovým podkladem, v nížinách se vyskytuje ve sprašových půdách. Roste na slunných skalnatých stráních a sutích, v řídkých křovinách, na okrajích světlých lesů, ve vinicích a na loukách stepního charakteru v polohách od nížin po nadmořskou výšku asi 1500 m. Rostliny se ve volné přírodě rozmnožují rozrůstáním oddenků nebo semeny, jež vyklíčí do tří týdnů.

## Popis

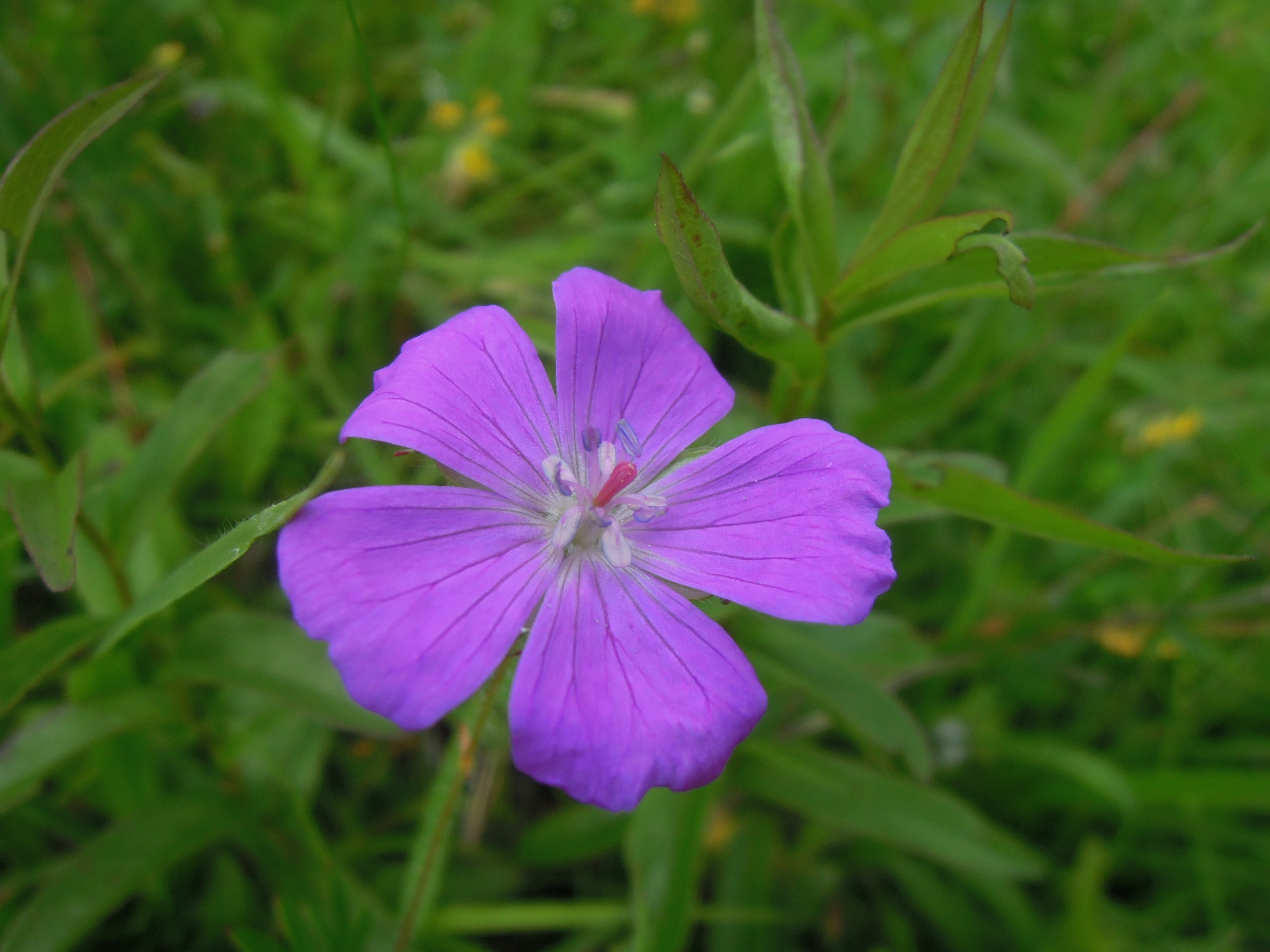
Květ kakostu krvavého

Vytrvalá rostlina s rozkladitě větvenou lodyhou vysokou 20 až 50 cm, která vyrůstá z hrubého, plazivého oddenku s nepočetnými kořeny. Lodyha je přímá nebo vystoupavá, v nodech lomená a spolu s řapíky listů je pokryta jednoduchými i žláznatými chlupy. Listy v přízemní růžici brzy zasychají a lodyžní jsou protistojné a směrem k vrcholu se jejich řapíky zkracují. Okrouhlé, oboustranně chlupaté listové čepele, dlouhé 3 až 6 cm, jsou dlanitě pěti- až sedmisečné a mají troj- až pětiklané kopinaté úkrojky. Listy se na podzim zbarvují do červených odstínů, opadávají až na konci sezony.
Kolovité květy bývají velké asi 4 cm a jsou oboupohlavné, pětičetné, v poupěti skloněné a vyrůstají jednotlivě na stopkách z paždí listů. Vytrvalé kališní lístky jsou chlupaté, elipsovité, na vrcholu špičaté, trojžilové a 1 cm dlouhé. Korunní lístky jsou obvejčité, mají krátký nehtík, na vrcholu jsou mělce vykrojené a bývají asi 2 cm dlouhé a intenzivně karmínově červené. V květu je deset tyčinek ve dvou kruzích a pětipouzdrý semeník se zahnutou čnělkou. Vnitřní tyčinky mají u báze žlázky s nektarem. Květy, rozkvétající od května do konce srpna, jsou protandrické, blizny se mohou opylit pouze pylem z jiného květu. Před deštěm a v podvečer se stopky sklápějí a koruny částečně uzavírají.
Při dozrání plodu se pouzdra semeníku oddělí a zůstávají se středním sloupkem spojena pouze zkroucenými prohnutými osinami. Za suchého počasí jsou pak zralá, eliptická, síťnatě zdobená, světle hnědá semena z pouzder vymrštěna do okolí.

## Význam
Kakost krvavý se pro své sytě zbarvené květy a na podzim i listy vysazuje jako ozdobná trvalka na plochy záhonů i na jejich lemy, stejně jako na kamenitá stanoviště, do alpínií nebo suchých zídek. Je vyšlechtěno přes čtyřicet kultivarů lišících se habitem a barvou květů, např. vínově červené 'Alpemglow', 'Bloody Graham', 'Cedrid Morris', 'Cricklewood', 'Elsbeth', 'Kristin Jakob', purpurové 'Droplet', 'Sara', 'Suleiken', 'Nyewood´, bledě růžové 'Candy Pink', Apfelblüte', bílá 'Album' nebo pestrolistá 'Cosmic'.
V zahradnictvích jsou pro zachování vyšlechtěných vlastností rostliny kakostu krvavého množeny dělením trsů nebo řízkováním. Řízkovat lze buď kořenovými řízky (segmenty oddenků) či bazálními řízky (rozdělením jarních listových růžic s části oddenků), nebo speciálním pěstováním z tkáňových kultur.
Oddenek rostliny obsahuje třísloviny a proto se v minulosti používal pro stavění krvácení.

## Galerie

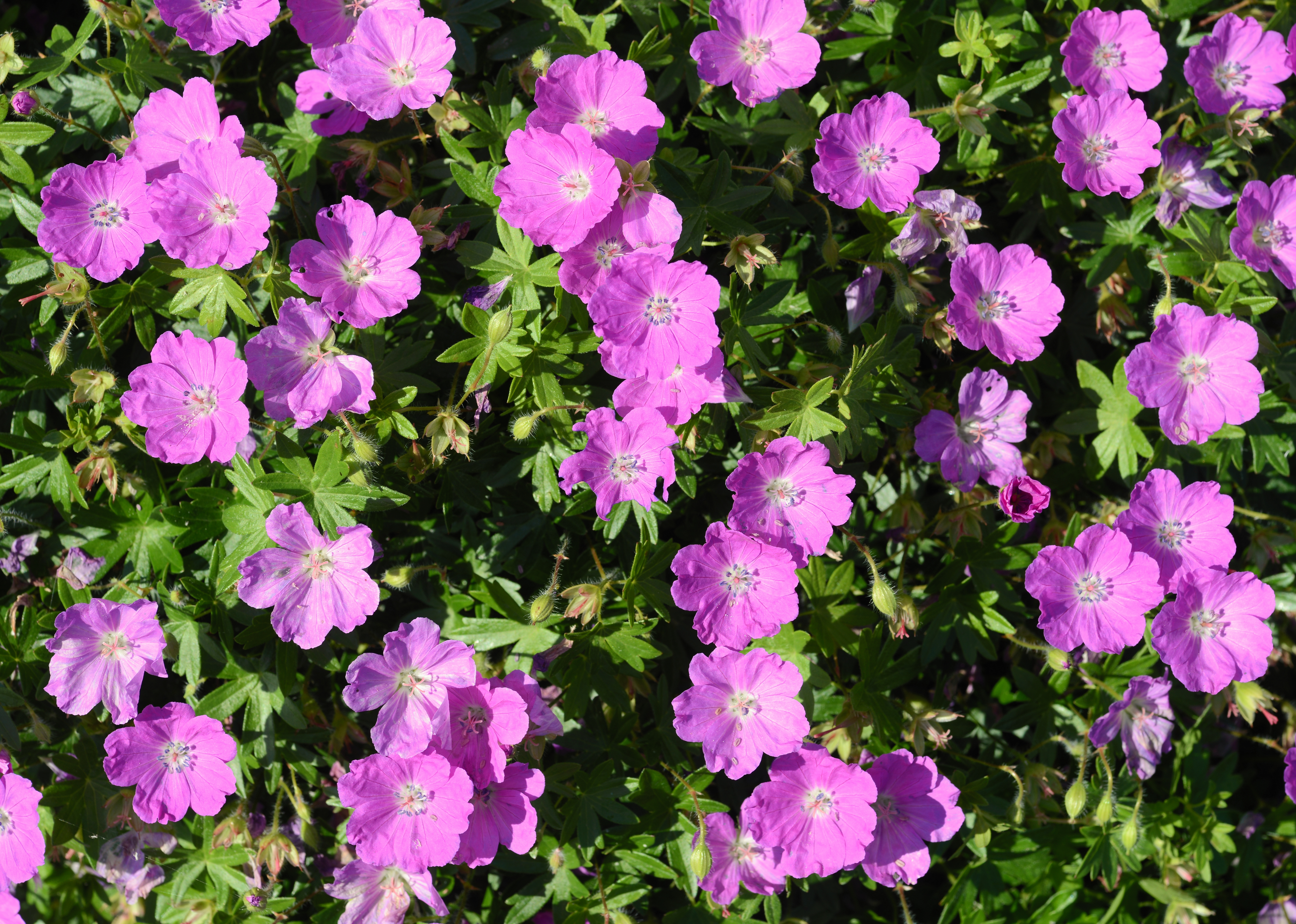
Porost kvetoucího kakostu krvavého
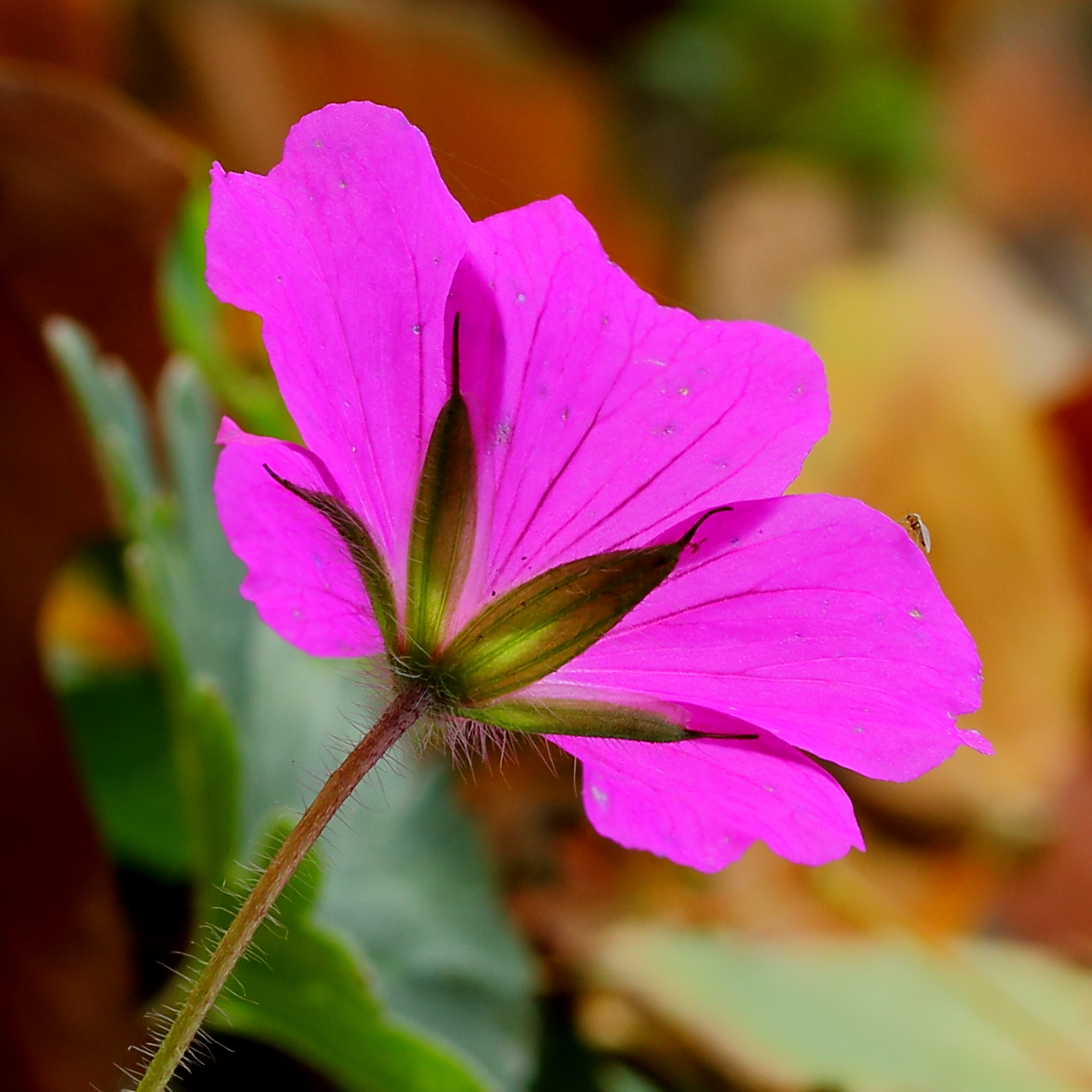
Stopka, kališní a korunní lístky
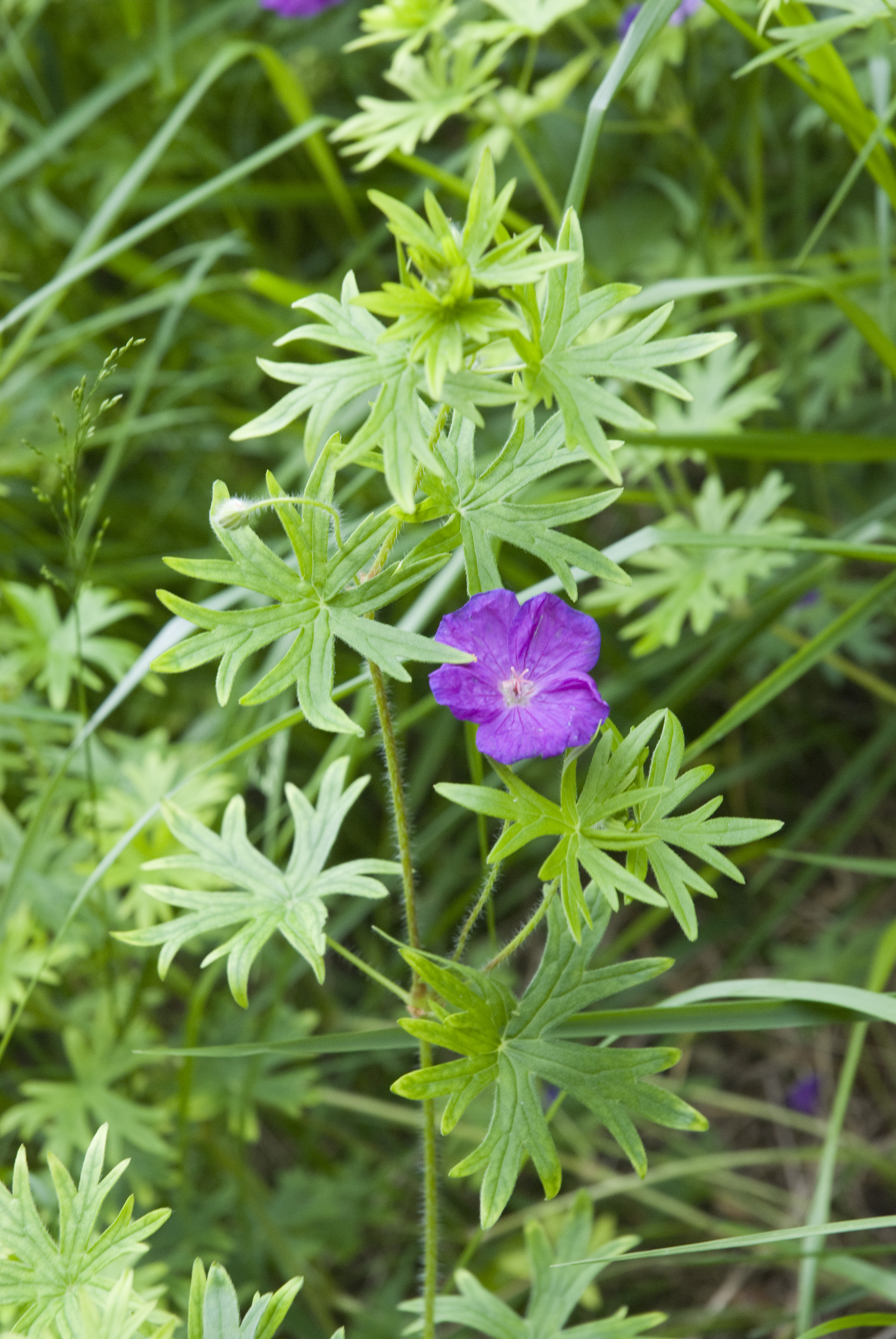
Listy a květ
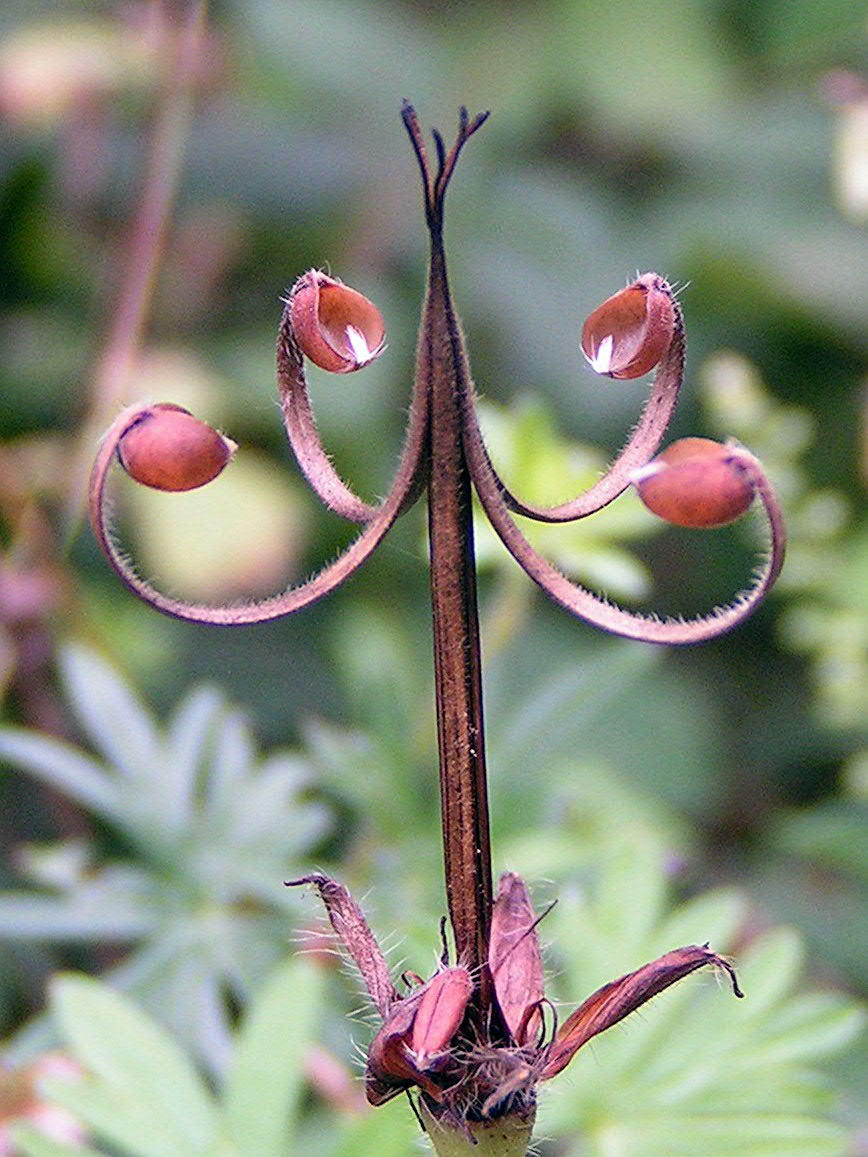
Otevírající se plod